# فی برایسون
فی برایسون (انگلیسی: Faye Bryson؛ زادهٔ ۴ ژوئیهٔ ۱۹۹۷) بازیکن فوتبال اهل انگلستان است که در پست مدافع برای سنترال کوست مارینرز لیگ A زنان انگلستان بازی می‌کند. او پیش از این برای باشگاه‌های اورتون، بریستول سیتی و ردینگ بازی کرده است.